# Reprezentacja Kanady w piłce wodnej mężczyzn
Reprezentacja Kanady w piłce wodnej mężczyzn – zespół, biorący udział w imieniu Kanady w meczach i sportowych imprezach międzynarodowych w piłce wodnej, powoływany przez selekcjonera, w którym mogą występować wyłącznie zawodnicy posiadający kanadyjskie obywatelstwo. Za jej funkcjonowanie odpowiedzialny jest Kanadyjski Związek Piłki Wodnej (Water Polo Canada), który jest członkiem Międzynarodowej Federacji Pływackiej.

## Historia
W 1972 reprezentacja Kanady rozegrała swój pierwszy oficjalny mecz na igrzyskach olimpijskich.

## Udział w turniejach międzynarodowych

### Igrzyska olimpijskie
Reprezentacja Kanady 4-krotnie występowała na Igrzyskach Olimpijskich. Najwyższe osiągnięcie to 9. miejsce w 1976.

### Mistrzostwa świata
Dotychczas reprezentacji Kanady 16 razy udało się awansować do finałów MŚ. Najwyższe osiągnięcie to 8. miejsce w 2009.

### Puchar świata
Kanada żadnego razu nie uczestniczyła w finałach Pucharu świata.

### Igrzyska panamerykańskie
Kanadyjskiej drużynie 17 razy udało się zakwalifikować na Igrzyska panamerykańskie. W 2011 została wicemistrzem.

### Igrzyska Commonwealth
Reprezentacja Kanady 2 razy uczestniczyła w finałach Igrzysk Commonwealth. Zdobyła mistrzostwo w 2002 roku.